# 于伯林根空难
烏伯林根空難是一架圖-154型客機與一架波音757-23APF型貨機，於2002年7月1日晚上9:35在德国南部博登湖畔毗邻瑞士的小镇于伯林根附近的半空中相撞的空難，包括雙方機員在內共有71人遇難。圖-154型客機是巴什克利安航空2937號班機，原計劃由俄罗斯首都莫斯科飞往西班牙的巴塞罗纳。波音757型货机是DHL國際航空中東分公司611號班機，原航线是从巴林國際機場經意大利的贝尔加莫国际机场飞往比利时的布鲁塞尔。德方事故調查團認定空中交通管制系统的處置失當是導致此次災難發生的主要原因。
事發當日值班的丹麥籍空管员皮特·尼尔森事后遇刺身亡，行凶者是俄羅斯北奧塞梯人建筑师维塔利·卡洛耶夫，他在此次空難中失去了自己的妻子和兩個孩子。

## 事件双方
- 2937号班机为包机，载有60名乘客和9名机组人员，其中有前往西班牙旅行的45名俄罗斯烏法市的儿童。
- 611号班机有2名機組人員[7][8]，英国籍的机长保罗·菲利普（Paul Phillips）和加拿大籍副驾驶布兰特·坎皮奥尼（Brant Campioni），后者原计划负责飞机后半段航程的操控。

## 事故经过

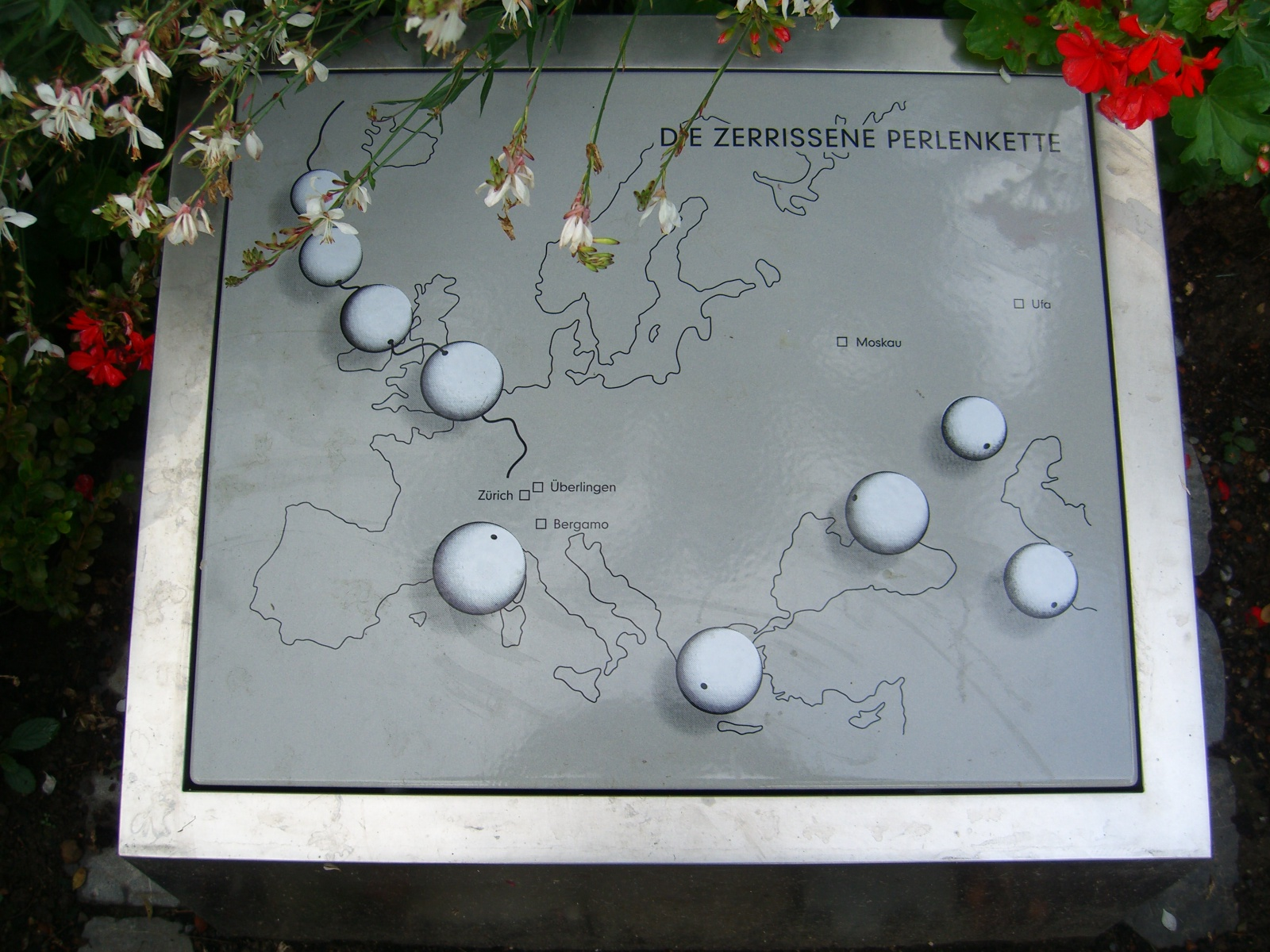
于伯林根空难纪念牌

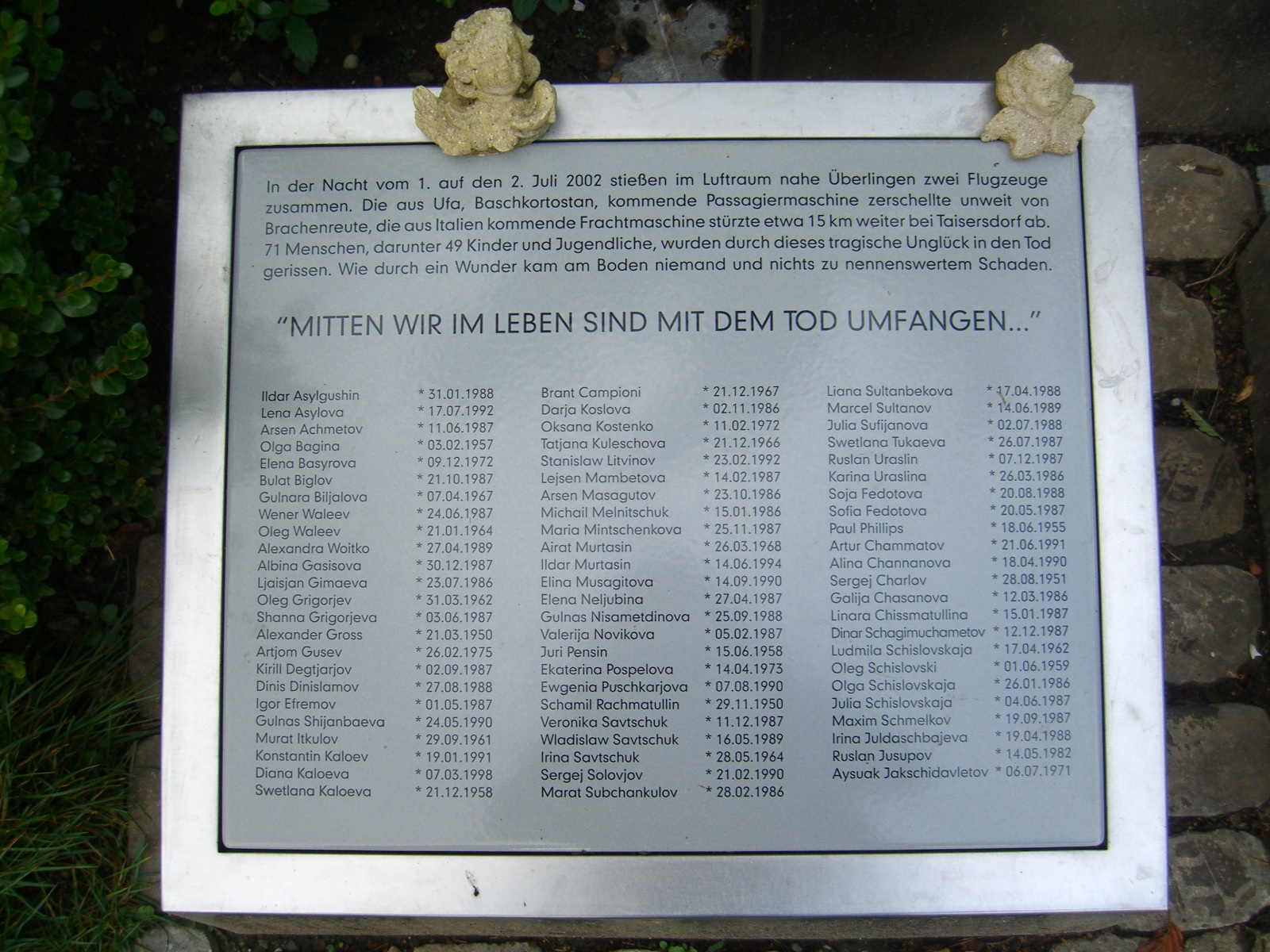
遇难者名单

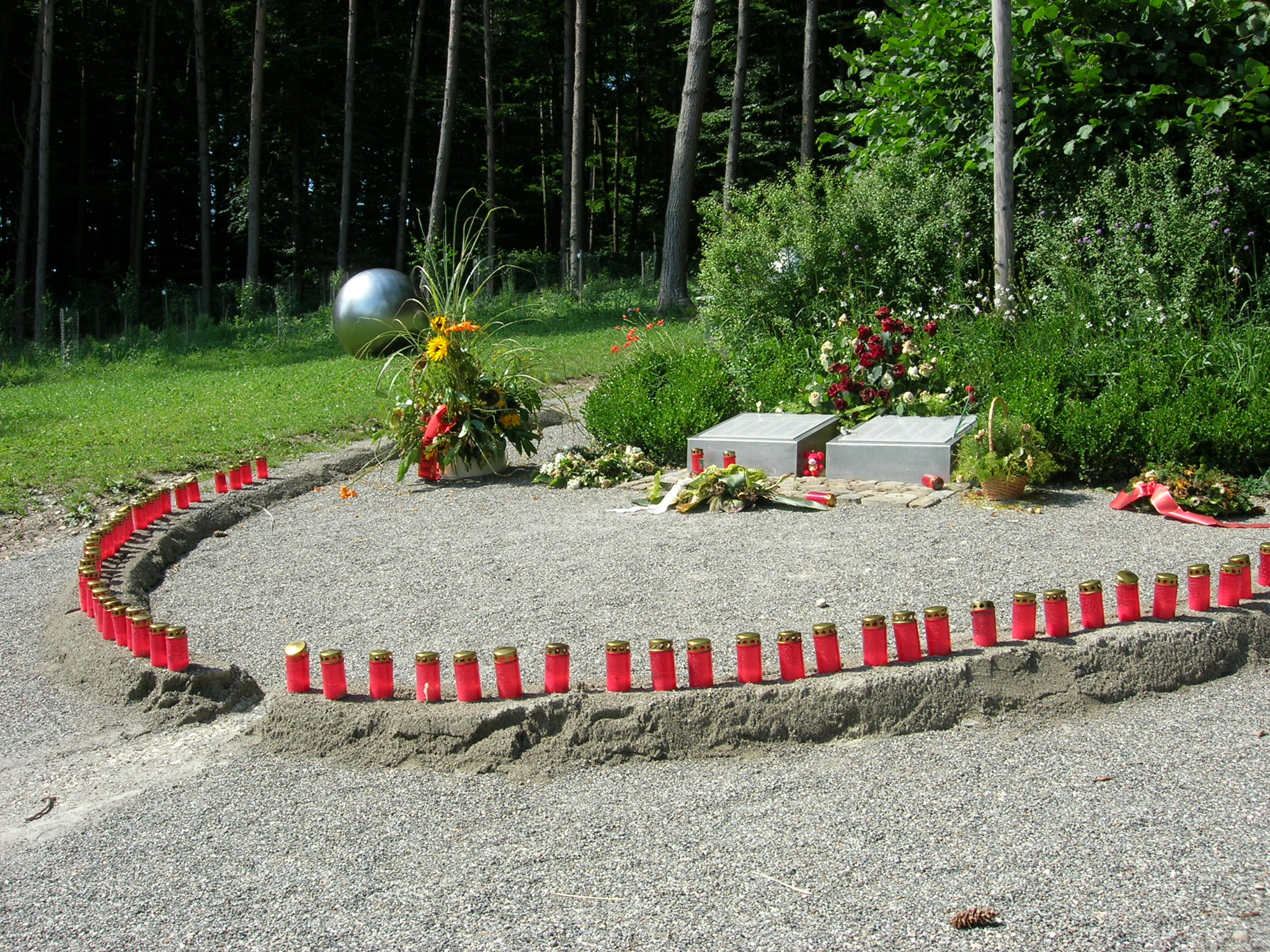
于伯林根空难纪念地

事發當日兩架班機同在約11000米（36000英尺）的高度以互相衝突的航道飛行，儘管两機已经進入德國領空，但此地區空域由瑞士的國資空管公司「天導」負責。當晚天導空管中心只有空管員皮特·尼爾森1人值班，他同時在兩個控制台上進行調度操作，直到空難發生前1分鐘他才發現兩架班機的航線衝突，隨後，他首先與2937號班機取得了聯繫，通知其飛行員降低高度300米以避免與611號班機相撞。
俄方機組依照指揮開始下降，但幾秒後，飛機的空中防撞系統指示他們將飛機拉高，但在防撞系統指示與航空管制指揮兩相矛盾下，機組選擇下降。幾乎在同一時刻，另一方611號班機上的空中防撞系統指示機組下降。如果兩架航班上的飛行員都按各自的防撞系統指示操作，即可以避免這場災難。611號班機遵照防撞系統的指示下降，由於他們將注意力都集中在了雷達熒幕上的2937號班機，而沒有及時將自身狀況通知航空管制員。而此時另一方的俄國飛行員則是按照航空管制員的指示下降，忽略空中防撞系統爬升的指示，並第2次將他們的磁方位向同一方向又更改了10度。
随后，尼爾森再次指示2937號班機下降。就這樣，俄航班遵照空管员的指示繼續下降。不過，隨著機上防撞系統指示有飛機越來越接近及空中防撞系统不斷指示要爬升，機組人員已開始質疑航空管制員指示的正確性。兩機在相撞前3.8秒終於可以互相目視對方，儘管俄方機組員已立即爬升和貨機組員立即下降，但為時已晚。
最終，2架班機在當地時間23:35:32 (世界標準時間21:35:32) 在10,630（34,880英尺）高空相撞，611號班機的垂直尾翼從2937號班機機身左下方劃過，圖-154客機隨即爆炸並解體為兩段，全部人員罹難。611號班機則失去控制並繼續飛行了7公里，其右翼引擎在墜機前爆炸並脫離機翼，2分鐘後墜毀在一個山腰附近，2架班機上合計71名乘客及機組人員全部遇難。

## 事故调查
事發當晚蘇黎世空中管制中心只有皮特·尼爾森一名空管員指揮著這一空域的往來航班。而其它的空管員在另外一個屋子裡面休息，這是不符合規定的，但空管員們這一習慣性行為數年來得到了相關管理機構的默認和忽視。由於航空管制站處在檢修期，當晚有另外幾位空管員及部門主管隨時準備著換班，而尼爾森並沒有意識到這一點，也可能是他不想讓同事冒疲勞工作的風險。
另外，一個位於地面用來提示空管員避免撞機的光學碰撞預警系統在事發前因例行檢修而關閉，而尼爾森並沒有留意此一狀況。另一部安裝在空管中心內的音頻防撞預警系統事發當晚9:35，在碰撞發生前32秒發出了聲響警報，但並沒有任何人聽到，事後對此設備的技術檢查也證實其工作狀態良好。空管中心的Skyguide專線電話也因檢修工作而暫時切斷，這部電話可接受到德國境內卡尔斯鲁厄空管站的空管員對事發空域異常情況的報警。
在空难发生前10分钟，尼尔森指挥着1架已经延遲的劳埃德航空公司的班机飞往腓特烈港机场。他使用着有故障的电话系统，同时忙于两个控制台之间，以至于直到撞机发生前43秒他才通知俄国飞机员降低高度。如果他能够早一点发出警报及时將两机航线分离，就不会引发两机防碰撞系统的开启。当他预感到自己已经无法同时应付兩台控制台的工作而召唤其它空管员帮助时已经太晚了。
在德方调查报告基础上，瑞士声称事件中Tu-154客机低于瑞士空管员要求的航线高度33米并以每分钟580米的速度下降，如果俄飞行员不顾瑞士空管员给出的错误方位和警告信息而遵照防撞系统的提示执行就可避免灾难。
基于同样的调查报告，俄方声称事发时俄机组曾在飞机下降至10800米后遵照了防撞系统的警告提示执行，但当时空管员没有成功的使另一架飞机保持在11000米的高度飞行。而且事件中的DHL货机也完全有机会避免碰撞，因为他们能够听到俄国机组與地面空管员之间的无线电对话。
2937號班机飛行員在碰撞發生之前的操控過程中改變飛機磁方位20度（從254調至274）一事並沒有出現在官方報告中。

## 事故之後
由於2937號班機遵照航管人員的指示而非空中防撞系統，使得2937號班機與611號班機在空中相撞。在這之後，各國航空公司均要求當空中防撞系統建議與航管指示有衝突時，駕駛應遵從空中防撞系統指示，以免再度發生同樣事故。國際民航組織亦跟進。

### 航管員遇刺
皮特·尼尔森於2004年2月24日在蘇黎世自己家房前遇刺身亡。几天后，警方逮捕了1位名叫维塔利·卡洛耶夫的俄國人。卡洛耶夫的妻子和兩個孩子是空難中2937號班機上的乘客，死於這次空難中。有報道稱他在失去了所有家庭成員後精神幾近崩潰，另外他也是第1名親臨空難地點的死難者家屬。卡洛耶夫妻子和孩子的葬禮延後了1年，在1年之後的空難紀念日，他曾向SKYGUIDE的負責人提出希望能安排他與當年事件中的空管員（皮特·尼爾森）見面，但遭到拒絕。刺殺事件發生之後，警方在一家酒店內拘捕了還在發抖的卡洛耶夫，由於卡洛耶夫聲稱並不記得自己所做之事，警察隨後將他送入精神病醫院做進一步檢查。不久，卡洛耶夫出庭，並當庭出示了於2003年11月11日由汉堡一家律師事務所發給他的一份和解協議，協議中Skyguide承諾付給卡羅耶夫60,000瑞士法郎作為他失去妻子的補償，另有100,000瑞士法郎是對他失去的兩個孩子的補償。作為回報，Skyguide要求維塔利·卡洛耶夫在接受此協議後不可再對其提出任何要求。這份協議激怒了卡洛耶夫，他隨後要求親自面見Skyguide主管阿兰·罗歇儿和空管员皮特·尼尔森。
2005年10月26日卡洛耶夫被判8年監禁，2007年因表現良好假釋回國。
尼尔森的死最终使得管理层的过失以及导航系统的不合格被确认为这次空难的主要责任方。

## 影視節目

### 電影
- 空難餘波（2017年電影），基於本次災難及之後的刺殺事件改編的電影。[10][11]
- 空難疑雲（英语：Unforgiven (2018 film)）（2018年電影）[12]

### 電視節目
- 空中浩劫
  - 第二季第四集《Deadly Crossroads》[13]
  - 第八季第一集《System Breakdown》[14]
  - 第二十五季第九集《Collision Catastrophe》[15]
- 重返危機現場將其拍攝為第四季第四集《Collision at 35,000 Feet》[16]

## 外部連結
- 本次空难的相关照片
- aviation-safety关于本次空难的介绍以及图示（页面存档备份，存于）
- 事发当晚Skyguide空中交通管制中心的通讯记录（PDF）（页面存档备份，存于）
- Airliners.net（页面存档备份，存于） RA-85816的照片
- Airliners.net A9C-DHL的照片

### 调查报告
- 德国方面的调查报告 BFU (PDF)另见： （英文）
  - 附录1和3
  - 附录2，以及4至10

### 媒体报道
- 德国媒体的相关报道BFU (PDF) （英文）
- Guardian piece on the murder of Peter Nielsen（页面存档备份，存于）
- Skyguide accepts blame for the crash（页面存档备份，存于）
- Peter Nielsen stabbed to death（页面存档备份，存于）
- A woman accompanying the air traffic controller?（页面存档备份，存于）
- Swiss Air Controllers Charged in Russian Crash Probe（页面存档备份，存于）
- 中国各大网站相关专题：人民网（页面存档备份，存于）、新浪网（页面存档备份，存于）、搜狐网（页面存档备份，存于）、东方网（页面存档备份，存于）、北方网（页面存档备份，存于）